# Паис, Сол
Сол Леонина Паис (англ. Sol Leonina Pais) — американская студентка, получившая известность после того, как в 2019 году стала подозреваемой и попала в розыск ФБР. Паис прилетела из Майами в Колорадо, где купила дробовик у частного продавца. После того как родители сообщили властям о её пропаже, её отследили по пути в Колорадо. Полиция признала Паис вооружённой и опасной; ФБР объявила её в розыск и начали масштабную операцию.
После объявления Паис в розыск, полиция Майами обнаружила её увлечённость массовым убийством в средней школе Колумбайн, в особенности его виновниками, Харрисом и Клиболдом. Поскольку до 20-й годовщины массового убийства оставалась неделя, а Паис приобрела дробовик в Колорадо, полиция решила, что она планировала подражание массовому убийству примерно к 20-у апреля. 
15 апреля девушка покончила жизнь самоубийством. Её тело было найдено 17 апреля.

## Биография
Родилась 1 февраля 2001 года в округе Майами-Дейд, штат Флорида, у родителей-аргентинцев, родом из Буэнос-Айреса. Её отец, Гарди – музыкант. 
По словам учеников школы в которой обучалась девушка, Паис была очень тихой и хорошо преуспевала в учёбе. Она посещала курсы английского языка и курсы студийного искусства с углублённым изучением и «не показалась одноклассникам или учителям глубоко проблемной».
Другие ученики также характеризировали Паис, как человека который в основном держался в стороне. Она носила мешковатые футболки, джинсы, ботинки и часто надевала наушники, чтобы послушать музыку. По слухам, она была поклонницей группы KMFDM, которую часто ассоциируют с массовым убийством, поскольку Харрис и Клиболд также были её поклонниками.

### Дневник и интернет активность
За несколько месяцев до самоубийства Паис вела личный онлайн-дневник. В нём она описывала себя как «лицо одиночества и страдания, изоляции и гнева, истощения и тревоги, муки и благодати. 
В записи от июля 2018 года она написала, что «хотела бы я получить пистолет к концу лета». В её дневнике также были рисунки огнестрельного оружия, окровавленный нож и упоминание о том, что ей снится дробовик. Паис перестала писать записи в дневнике в ноябре 2018 года, но возобновила их в феврале 2019 года, в котором сообщила, что «последние несколько дней были особенно болезненными и бурными, что вновь подтолкнуло меня к тому, чтобы начать возрождать свои планы и приступать к их реализации». Последняя запись в дневнике датирована 30 марта 2019 года.
Паис использовала ник «Dissolved Girl», отсылку к одноимённой песне британской группы Massive Attack, для размещения своего дневника в Интернете, а также несколько раз писала на Национальном оружейном форуме, спрашивая, как приобрести дробовик в Колорадо, живя во Флориде. На форуме она получила несколько ответов и поблагодарила других пользователей. Ей удалось приобрести дробовик в Колорадо у частного продавца.

## Ход событий
В последний раз Паис видела её мать во Флориде в воскресенье, 14 апреля 2019 года, около 22:00 по местному времени. Паис вышла из дома около 6:15 утра в понедельник, 15 апреля, и написала матери сообщение примерно через 15 минут, сообщив, что она «собирается посетить обзор по истории искусства после школы», тем самым объясняя своё отсутствие в конце этого дня. Паис отправилась в международный аэропорт Майами, купив за несколько дней до этого три билета в один конец до Денвера, штат Колорадо. Прибыв в Колорадо утром того же дня, Паис купила помповое ружьё и боеприпасы у дилера в Литтлтоне, с которым она ранее общалась. Из оружейного магазина на Uber она отправилась в горы возле гор Эванс. По словам водителя Uber который её вёз, у  девушки «не было ни еды, ни воды, только минимальная одежда», также у неё был «зелёный чехол для оружия» с «ружьём для охоты на птиц». Паис покончила с собой выстрелом в голову той же ночью, ещё до того, как была найдена.

### Розыск
16 апреля капитан полицейского управления Майами-Бич предупредил агентов местного отделения ФБР в Майами о «потенциальном школьном стрелке, который увлечён массовым убийцей». Вскоре после того, как Паис была объявлена в розыск, следователи получили доступ к электронной почте Паис, в которой оказалась информация о продавцах оружия, с которыми она связывалась во Флориде. ФБР связалось с одним из водителей Uber, который описал девушку как жизнерадостного человека, свободно владеющего испанским языком, которая приехала в Колорадо на отдых и была рада увидеть снег.
Сотрудники ФБР решили предупредить общественность об опасности подражания стрельбе 20 апреля в средней школе Колумбайн или рядом с ней, хотя 20 апреля в этом году приходился на выходной субботний день. После объявления в розыск, случай быстро попал в национальные СМИ: сотни людей звонили в полицию, утверждая, что видели девушку, покупающую оружие или находящуюся возле школы Колумбайн. Днём 16 апреля школа Колумбайн была закрыта, а в конце дня продолжила работу в обычном режиме. Поскольку к концу дня ФБР не обнаружило присутствия девушки, 17 апреля школа Колумбайн и несколько десятков других школ закрылись, дома остались более 500 000 учеников по всему Колорадо.

## Последовавшие события
17 апреля ФБР подтвердило в Twitter, что Паис была обнаружена мёртвой в горах, и заявило, что «угрозы для общества больше нет». После того как было подтверждено, что Паис скончалась, работа школ в округе Джефферсон вернулась в обычный режим. 
Шериф Джефф Шрейдер заявил: «Мы хотим, чтобы наши школы были безопасным местом для детей, где они могут учиться и вести продуктивную жизнь. Поэтому мы серьёзно отнеслись к этой угрозе». 
Проверка инцидента управлением инспектора Министерства юстиции США была проведена после давления законодателей, которые предложили внести изменения в Национальную систему мгновенной проверки криминального прошлого. В 2021 году ФБР согласилось внести изменения в свою систему. В 2024 году законодатель штата Том Салливан возобновил дело Паис, чтобы доказать необходимость введения обязательного периода ожидания для покупателей оружия в Колорадо.